# Potopîha, Lîpova Dolîna
Potopîha (în ucraineană Потопиха) este un sat în comuna Podilkî din raionul Lîpova Dolîna, regiunea Sumî, Ucraina.

## Demografie
Componența lingvistică a localității Potopîha
     Ucraineană (96,32%)
     Rusă (3,68%)
Conform recensământului din 2001, majoritatea populației localității Potopîha era vorbitoare de ucraineană (96,32%), existând în minoritate și vorbitori de rusă (3,68%).